# Gazzetta Ufficiale della Polonia
La Gazzetta Ufficiale della Polonia, detta anche Dziennik Ustaw, in sigla DzU, Dz.U. oppure Dz. U., nome completo Dziennik Ustaw Rzeczypospolitej Polskiej, è la fonte ufficiale di conoscenza delle norme in vigore in Polonia. Dell'edizione della Gazzetta Ufficiale della Polonia si occupa il Primo ministro della Polonia.
La prima edizione della Gazzetta Ufficiale della Polonia si è avuta nel 1990. Dal 1º gennaio 2012 la Gazzetta Ufficiale della Polonia è redatta solo in formato digitale nel sito ufficiale.